# Willi Ph. Knecht
Willi Phillip Knecht auch Willi Ph. Knecht (* 24. Februar 1929 in Düsseldorf; † 17. Februar 2005 in Berlin) war ein deutscher Sportjournalist.
Knecht war Sportredakteur des RIAS Berlin sowie des Sport-Informations-Diensts. Er galt insbesondere als guter Kenner des DDR-Sports. Entsprechend der Aufgabenstellung seines Arbeitgebers, der United States Information Agency, finanziert aus dem Haushalt der CIA, betrieb er im Kalten Krieg gezielt Propaganda gegen die DDR.
Er schrieb regelmäßig Beiträge für das Deutschland-Archiv. Der WorldCat listet 139 Beiträge von ihm.